# Ensemble Modern
Het Ensemble Modern is een Duits kamerorkest, dat zich wijdt aan het uitvoeren van eigentijdse klassieke muziek. Het wordt internationaal beschouwd als een van de belangrijkste gezelschappen in dit genre.

## Beschrijving
Het Ensemble Modern, in 1980 voortgekomen uit de Junge Deutsche Philharmonie, bestaat uit een wisselend samengestelde groep van ongeveer twintig musici uit verschillende landen. Het gezelschap is gevestigd in Frankfurt am Main, waar het regelmatig in de Alte Oper speelt. Een artistiek leider kent het Ensemble Modern niet: alle beslissingen worden door de groepsleden samen genomen. 
Het gezelschap staat bekend om zijn vaardige uitvoeringen van complexe moderne muziek met ingewikkelde ritmes en tempi. Het Ensemble Modern treedt jaarlijks ongeveer honderd keer op, waarbij vaak werken van eigentijdse componisten voor het eerst worden uitgevoerd. De groep werkte samen met onder andere Heiner Goebbels, Helmut Lachenmann, Steve Reich, Wolfgang Rihm en Frank Zappa. Het Ensemble Modern voerde verder werken uit van vele andere moderne componisten, waaronder George Benjamin, Anthony Braxton, Roberto Carnevale, Charles Ives, György Kurtág, Olivier Messiaen, Conlon Nancarrow, Karlheinz Stockhausen, Edgard Varèse, Kurt Weill en Hans Zender.
In 2003 werd het Ensemble Modern onderscheiden met de Duitse Echo-Klassik-Preis.